# Cléry-le-Grand
Pour les articles homonymes, voir Cléry.
Cléry-le-Grand est une commune française située dans le département de la Meuse, en région Grand Est.

## Géographie

### Situation
Le village est situé dans la vallée de l'Andon. La vallée est étroite à cet endroit là et entourée de collines culminant à près de 100 m plus haut. La commune est peu boisée (bois communal dans la partie sud-ouest).

### Communes limitrophes
- Doulcon au nord ;
- Cléry-le-Petit à l'est ;
- Brieulles-sur-Meuse au sud ;
- Cunel au sud-ouest ;
- Bantheville à l'ouest ;
- Aincreville au nord-ouest.

| Aincreville | Cléry-le-Petit  | Cléry-le-Petit  |
| Aincreville | Cléry-le-Grand  | Cléry-le-Petit  |
| Cunel       | Liny-devant-Dun | Liny-devant-Dun |

### Hydrographie
La commune est dans le bassin versant de la Meuse au sein du bassin Rhin-Meuse. Elle est drainée par le ruisseau l'Andon (Bras-Nord),.
L'Andon (Bras-Nord), d'une longueur de 24 km, prend sa source dans la commune de Montfaucon-d'Argonne et se jette  dans la Meuse à Doulcon, après avoir traversé onze communes. 

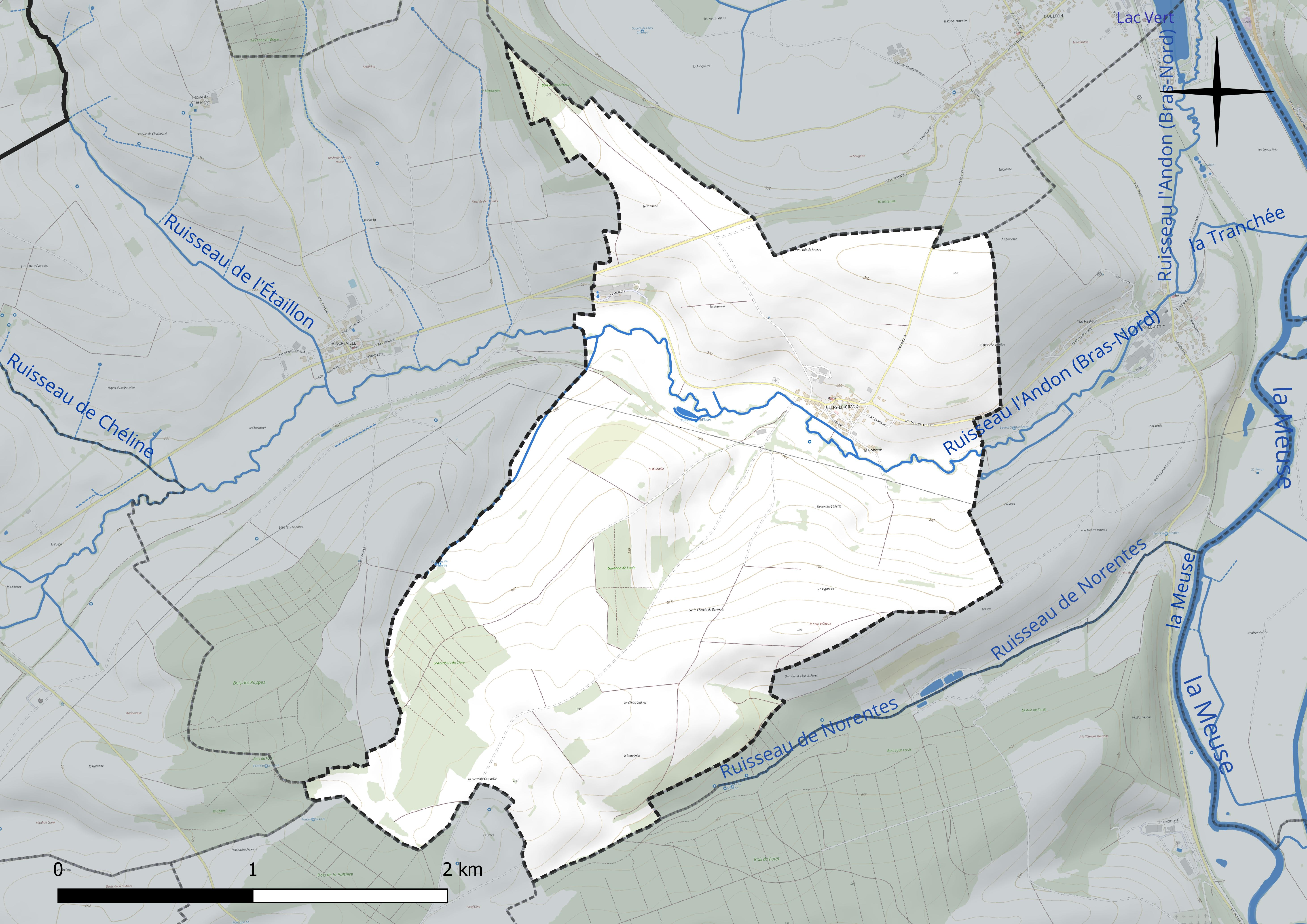
Réseau hydrographique de Cléry-le-Grand.

### Climat
Pour des articles plus généraux, voir Climat du Grand Est et Climat de la Meuse.
En 2010, le climat de la commune est de type climat de montagne, selon une étude du Centre national de la recherche scientifique s'appuyant sur une série de données couvrant la période 1971-2000. En 2020, Météo-France publie une typologie des climats de la France métropolitaine dans laquelle la commune est exposée à un climat océanique altéré et est dans la région climatique  Lorraine, plateau de Langres, Morvan, caractérisée par un hiver rude (1,5 °C), des vents modérés et des brouillards fréquents en automne et hiver. 
Pour la période 1971-2000, la température annuelle moyenne est de 9,9 °C, avec une amplitude thermique annuelle de 16,1 °C. Le cumul annuel moyen de précipitations est de 950 mm, avec 14 jours de précipitations en janvier et 9,7 jours en juillet. Pour la période 1991-2020, la température moyenne annuelle observée sur la station météorologique de Météo-France la plus proche, « Septsarges », sur la commune de Septsarges à 9 km à vol d'oiseau, est de 10,3 °C et le cumul annuel moyen de précipitations est de 942,8 mm. 
La température maximale relevée sur cette station est de 39,9 °C, atteinte le 25 juillet 2019 ; la température minimale est de −15,7 °C, atteinte le 1er janvier 1997,,. 
Les paramètres climatiques de la commune ont été estimés pour le milieu du siècle (2041-2070) selon différents scénarios d'émission de gaz à effet de serre à partir des nouvelles projections climatiques de référence DRIAS-2020. Ils sont consultables sur un site dédié publié par Météo-France en novembre 2022.

## Urbanisme

### Typologie
Au 1er janvier 2024, Cléry-le-Grand est catégorisée commune rurale à habitat dispersé, selon la nouvelle grille communale de densité à sept niveaux définie par l'Insee en 2022.
Elle est située hors unité urbaine et hors attraction des villes,.

### Occupation des sols
L'occupation des sols de la commune, telle qu'elle ressort de la base de données européenne d’occupation biophysique des sols Corine Land Cover (CLC), est marquée par l'importance des territoires agricoles (90,4 % en 2018), une proportion identique à celle de 1990 (90,4 %). La répartition détaillée en 2018 est la suivante : 
terres arables (68,5 %), prairies (21,9 %), forêts (9,6 %). L'évolution de l’occupation des sols de la commune et de ses infrastructures peut être observée sur les différentes représentations cartographiques du territoire : la carte de Cassini (XVIIIe siècle), la carte d'état-major (1820-1866) et les cartes ou photos aériennes de l'IGN pour la période actuelle (1950 à aujourd'hui).

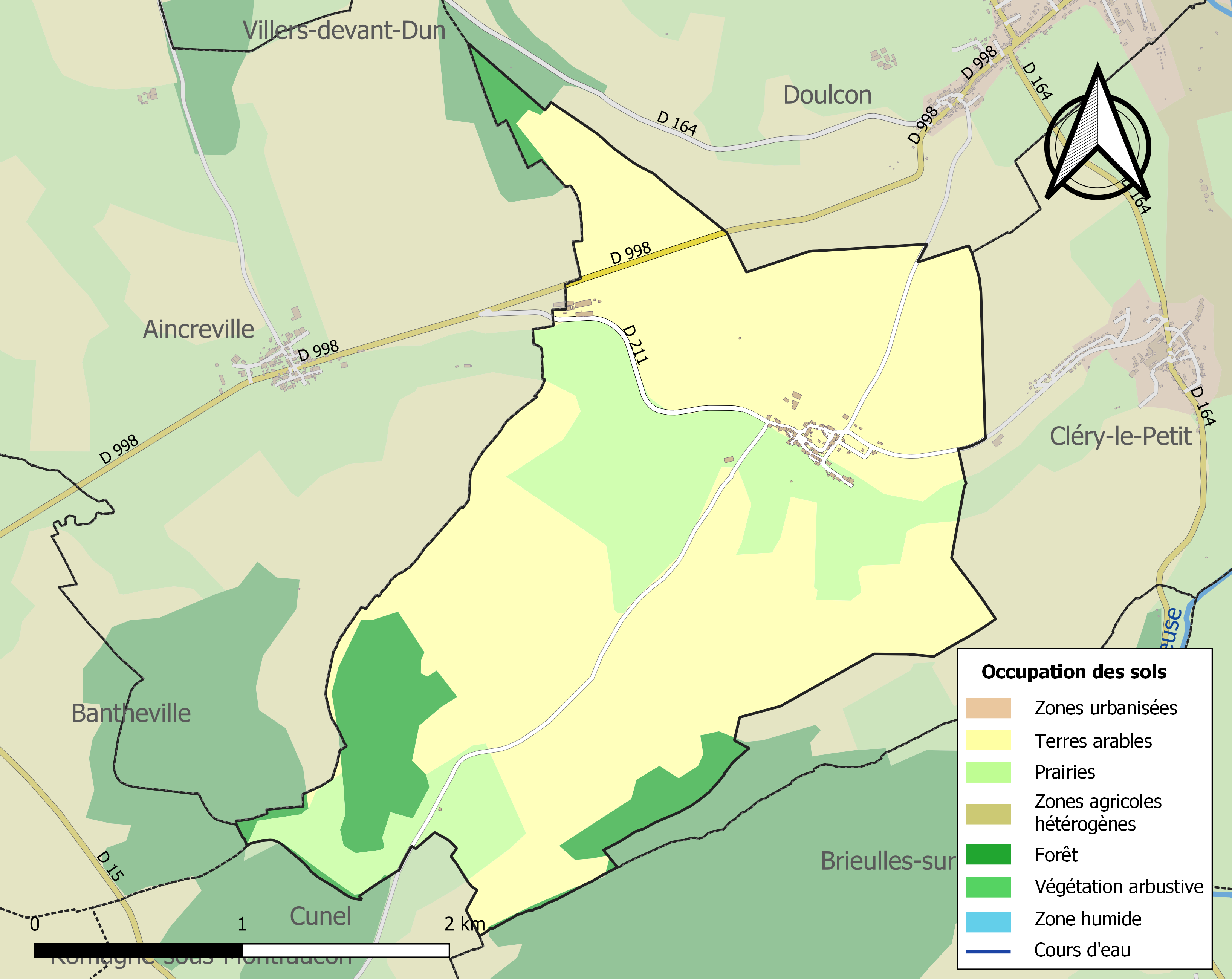
Carte des infrastructures et de l'occupation des sols de la commune en 2018 (CLC).

## Toponymie
Le nom de la localité est attesté sous les formes Clariacum (1179) ; Clarey (XIVe siècle) ; Grand-Cléry (1656) ; Clareium-Magnum.

## Histoire
Cléry-le-Grand a subi les destructions de la Première Guerre mondiale, le village conserve pourtant une église dont certaines parties remontent au XIIe siècle.

## Politique et administration
| Période                                  | Période   | Identité                                        | Étiquette | Qualité            |
| ---------------------------------------- | --------- | ----------------------------------------------- | --------- | ------------------ |
| Les données manquantes sont à compléter. |           |                                                 |           |                    |
| mars 2001                                | mars 2008 | Vital Cochard                                   |           |                    |
| mars 2008                                | mars 2014 | Coralie Pierrard                                |           |                    |
| mars 2014                                | En cours  | Philippe Chardin Réélu pour le mandat 2020-2026 |           | Ancien agriculteur |

## Population et société

### Démographie

#### Évolution démographique
L'évolution du nombre d'habitants est connue à travers les recensements de la population effectués dans la commune depuis 1793. Pour les communes de moins de 10 000 habitants, une enquête de recensement portant sur toute la population est réalisée tous les cinq ans, les populations de référence des années intermédiaires étant quant à elles estimées par interpolation ou extrapolation. Pour la commune, le premier recensement exhaustif entrant dans le cadre du nouveau dispositif a été réalisé en 2006.

En 2022, la commune comptait 89 habitants, en évolution de −1,11 % par rapport à 2016 (Meuse : −4,4 %, France hors Mayotte : +2,11 %).
| 1793 | 1800 | 1806 | 1821 | 1831 | 1836 | 1841 | 1846 | 1851 |
| ---- | ---- | ---- | ---- | ---- | ---- | ---- | ---- | ---- |
| 246  | 300  | 304  | 281  | 302  | 279  | 271  | 257  | 225  |

| 1856 | 1861 | 1866 | 1872 | 1876 | 1881 | 1886 | 1891 | 1896 |
| ---- | ---- | ---- | ---- | ---- | ---- | ---- | ---- | ---- |
| 230  | 225  | 214  | 186  | 186  | 195  | 177  | 175  | 155  |

| 1901 | 1906 | 1911 | 1921 | 1926 | 1931 | 1936 | 1946 | 1954 |
| ---- | ---- | ---- | ---- | ---- | ---- | ---- | ---- | ---- |
| 156  | 152  | 153  | 146  | 109  | 116  | 123  | 126  | 100  |

| 1962 | 1968 | 1990 | 1999 | 2006 | 2011 | 2016 | 2021 | 2022 |
| ---- | ---- | ---- | ---- | ---- | ---- | ---- | ---- | ---- |
| 103  | 103  | 81   | 70   | 73   | 81   | 90   | 91   | 89   |

#### Pyramide des âges
La population de la commune est relativement jeune.
En 2018, le taux de personnes d'un âge inférieur à 30 ans s'élève à 34,5 %, soit au-dessus de la moyenne départementale (32,4 %). À l'inverse, le taux de personnes d'âge supérieur à 60 ans est de 15,6 % la même année, alors qu'il est de 29,6 % au niveau départemental.
En 2018, la commune comptait 51 hommes pour 42 femmes, soit un taux de 54,84 % d'hommes, largement supérieur au taux départemental (49,51 %).
Les pyramides des âges de la commune et du département s'établissent comme suit.
| Hommes | Classe d’âge | Femmes |
| ------ | ------------ | ------ |
| 0,0    | 90 ou +      | 0,0    |
| 8,2    | 75-89 ans    | 9,8    |
| 4,1    | 60-74 ans    | 9,8    |
| 26,5   | 45-59 ans    | 24,4   |
| 24,5   | 30-44 ans    | 24,4   |
| 10,2   | 15-29 ans    | 7,3    |
| 26,5   | 0-14 ans     | 24,4   |

| Hommes | Classe d’âge | Femmes |
| ------ | ------------ | ------ |
| 0,8    | 90 ou +      | 2,2    |
| 7,6    | 75-89 ans    | 11     |
| 20,2   | 60-74 ans    | 20,5   |
| 20,6   | 45-59 ans    | 20     |
| 17,4   | 30-44 ans    | 16,8   |
| 16,7   | 15-29 ans    | 13,6   |
| 16,8   | 0-14 ans     | 15,8   |

## Culture locale et patrimoine

### Héraldique
| Blason de Cléry-le-Grand | Blason  | D’or à la rose de gueules supportée, feuillée et armée de sinople, accostée de deux vergettes alésées et nouées d’azur ; au chef d’azur à une bourse d’or accostée de deux étoiles d’argent.                                 |
| Blason de Cléry-le-Grand | Détails | Armoiries composées et dessinées par Robert LOUIS, héraldiste, et Dominique LACORDE, historien, membres du Comité Lorrain d’Héraldique, adoptées par la commune le 20 novembre 2019, Monsieur Philippe CHARDIN, étant maire. |